# Trophée NHK 1982
Navigation
Édition précédente Édition suivante
Le Trophée NHK (en anglais : NHK Trophy) est une compétition internationale de patinage artistique qui se déroule au Japon au cours de l'automne. Il accueille des patineurs amateurs de niveau senior dans quatre catégories: simple messieurs, simple dames, couple artistique et danse sur glace.
Le quatrième Trophée NHK est organisé en 1982 à Tokyo.

## Résultats

### Messieurs
| Rang | Nom                 | Pays                 | Points | Prog. court | Prog. libre |
| ---- | ------------------- | -------------------- | ------ | ----------- | ----------- |
| 1    | Scott Hamilton      | États-Unis           | 1.5    | 1           | 1           |
| 2    | Alexandre Fadeïev   | Union soviétique     | 2.5    | 2           | 2           |
| 3    | Grzegorz Filipowski | Pologne              | 5.5    | 4           | 3           |
| 4    | Mark Cockerell      | États-Unis           | 5.5    | 3           | 4           |
| 5    | Masaru Ogawa        | Japon                | 7.5    | 5           | 5           |
| 6    | Rudi Cerne          | Allemagne de l'Ouest | 9.0    | 6           | 6           |
| 7    | Makoto Kano         | Japon                | 11.5   | 9           | 7           |
| 8    | Neil Paterson       | Canada               | 12.0   | 8           | 8           |
| 9    | Takashi Mura        | Japon                | 13.5   | 7           | 10          |
| 10   | Petr Barna          | Tchécoslovaquie      | 14.0   | 10          | 9           |
| 11   | Shinji Someya       | Japon                | 17.0   | 12          | 11          |
| 12   | Xu Zhaoxiao         | Chine                | 17.5   | 11          | 12          |

### Dames
| Rang | Nom                | Pays                 | Points | Prog. court | Prog. libre |
| ---- | ------------------ | -------------------- | ------ | ----------- | ----------- |
| 1    | Katarina Witt      | Allemagne de l'Est   | 1.5    | 1           | 1           |
| 2    | Rosalynn Sumners   | États-Unis           | 3.0    | 2           | 2           |
| 3    | Tiffany Chin       | États-Unis           | 5.0    | 4           | 3           |
| 4    | Juri Ozawa         | Japon                | 7.0    | 6           | 4           |
| 5    | Catharina Lindgren | Suède                | 7.5    | 3           | 6           |
| 6    | Sachie Yuki        | Japon                | 8.5    | 7           | 5           |
| 7    | Natalia Lebedeva   | Union soviétique     | 9.5    | 5           | 7           |
| 8    | Diane Ogibowski    | Canada               | 13.0   | 10          | 8           |
| 9    | Li Scha Wang       | Pays-Bas             | 13.0   | 8           | 9           |
| 10   | Masako Kato        | Japon                | 14.5   | 9           | 10          |
| 11   | Cornelia Tesch     | Allemagne de l'Ouest | 16.5   | 11          | 11          |
| 12   | Sanda Dubravčić    | Yougoslavie          | 18.5   | 13          | 12          |
| 13   | Sandra Cariboni    | Suisse               | 20.0   | 12          | 14          |
| 14   | Susanne Gschwend   | Autriche             | 21.0   | 16          | 13          |
| 15   | Bao Zhenhua        | Chine                | 22.5   | 15          | 15          |
| 16   | Hye Kyung Lim      | Corée du Sud         | 23.0   | 14          | 16          |

### Couples
| Rang | Nom                                | Pays             | Points | Prog. court | Prog. libre |
| ---- | ---------------------------------- | ---------------- | ------ | ----------- | ----------- |
| 1    | Barbara Underhill / Paul Martini   | Canada           | 2.0    | 2           | 1           |
| 2    | Irina Vorobieva / Igor Lisovski    | Union soviétique | 2.5    | 1           | 2           |
| 3    | Marina Avstriskaya / Yuri Kvashnin | Union soviétique | 4.5    | 3           | 3           |
| 4    | Lea Ann Miller / William Fauver    | États-Unis       | 6.0    | 4           | 4           |
| 5    | Karyl Kawaichi / Larry Schrier     | États-Unis       | 7.5    | 5           | 5           |

### Danse sur glace
| Rang | Nom                                  | Pays             | Points | Danse originale | Danse libre |
| ---- | ------------------------------------ | ---------------- | ------ | --------------- | ----------- |
| 1    | Elena Batanova / Alexei Soloviev     | Union soviétique | 1.5    | 1               | 1           |
| 2    | Carol Fox / Richard Dalley           | États-Unis       | 3.0    | 2               | 2           |
| 3    | Wendy Sessions / Stephen Williams    | Royaume-Uni      | 4.5    | 3               | 3           |
| 4    | Jindra Hola / Karol Foltan           | Tchécoslovaquie  | 6.0    | 4               | 4           |
| 5    | Noriko Sato / Tadayuki Takahashi     | Japon            | 7.5    | 5               | 5           |
| 6    | Donna Martini / John Coyne           | Canada           | 9.0    | 6               | 6           |
| 7    | Yumimo Kage / Yuuki Nakajima         | Japon            | 10.5   | 7               | 7           |
| 8    | Marianne van Bommel / Wayne Deweyert | Pays-Bas         | 12.0   | 8               | 8           |

## Source
- 1982 NHK Trophy sur wikipedia anglais